# Стік Макгі
Стік Макгі́ (англ. Stick McGhee), повне ім'я Гре́нвілл Ге́нрі Макгі́ (англ. Granville Henry McGhee; 23 березня 1917, Ноксвілл, Теннессі — 15 серпня 1961 Нью-Йорк) — американський блюзовий гітарист і автор пісень. Молодший брат Брауні Макгі. Автор пісні «Drinkin' Wine Spo-Dee-O-Dee» (1949).

## Біографія
Народився 23 березня 1917 року в Ноксвіллі, штат Теннессі. Син Джорджа Даффілда Макгі і Джелли Генлі, брат Брауні Макгі. У 1920 році проживав з родиною в Кінгспорті, округ Салліван в Теннессі. В юності отримав прізвисько «Стік» (англ. палка), яке отримав, коли штовхнув свого брата-інваліда Брауні у візок з дровами. У 1928 році переїхав до Воноре. Повернувся до Кінгспорта у 1933 році, а почав грати на гітарі у 1930.
У 1934 році почав працювати з Істменом Кодаком; у 1940 році переїхав до Портсмута, штат Вірджинія і пізніше в Нью-Йорк. Близько 1943 року почав службу в армії. Під псведонімом «Глоуб Троттер Макгі» компанував Дену Берлі на лейблі Circle (1946). Також акомпанував Брауні Макгі (як «Теннессі Гебріел») на Circle (1946). Мешкав у Пітерсбургу, Вірджинія, перед тим як остаточно переїхав до Нью-Йорка. Записав «Drinkin' Wine Spo-Dee-O-Dee» на Harlem/Decca. Макгі переробив пісню для лейблу Atlantic у 1949 році (як "Stick" McGhee & His Buddies). Пісня потрапила до ритм-енд-блюзового чарту журналу Billboard, де посіла 2-е місце і протрималась чотири тижні. Кавер-версію пісні перезаписали Лайонел Гемптон, Вайноні Гарріс, Джонні Бернетт (1957), Джеррі Лі Льюїс (1959) та ін. На лейблі King у 1953 році записав «Whiskey, Women and Loaded Dice» (яку перезаписав Джо Ліггінс) і «Head Happy With Wine» (яку переробив Чемпіон Джек Дюпрі).
Наприкінці 1950-х записувався з Сонні Террі на лейблах Folkways і Bluesville. У 1960 році в Нью-Йорку за участі Террі записав сингл «Sleep In Job»/«Money Fever» на лейблі Herald.
Помер 15 серпня 1961 року в Нью-Йорку в лікарні Френсіса Делафілда від раку легень у віці 43 років. Похований на Національному кладовищі Лонг-Айленд в Фармінгдейлі, Нью-Йорк.

## Дискографія
- «Drinkin' Wine Spo-Dee-O-Dee»/«Blues Mixture (I'd Rather Drink Muddy Water)» (Atlantic, 1949)
- «Let's Do It»/«She's Gone‎» (Atlantic, 1950)
- «Housewarmin' Boogie»/«Tennessee Waltz Blues ‎‎» (Atlantic, 1950)
- «One Monkey Don't Stop the Show»/«Blue Barrelhouse‎» (Atlantic, 1951)
- «Wee Wee Hours» (ч.1)/«Wee Wee Hours‎» (ч.2) (Atlantic, 1952)
- «Blues In My Heart and Tears In My Eyes»/«Whiskey, Women and Loaded Dice» (King, 1953)
- «Things We Used to Do»/«Head Happy With Wine» (King, 1953)
- «Get Your Mind Out the Gutter»/«Sad, Bad, Glad» (King, 1955)